# Campionato africano femminile di pallacanestro 1986
Il 10º Campionato africano femminile di pallacanestro FIBA (noto anche come FIBA AfroBasket Women 1986) si è svolto in Mozambico dal 17 al 27 settembre 1986.
I Campionati africani femminili di pallacanestro sono una manifestazione biennale tra le squadre nazionali, organizzata dalla FIBA Africa. Vincitore della manifestazione fu la squadra dello Zaire.

## Squadre partecipanti
- Zaire
- Mozambico
- Angola
- Camerun
- Kenya

## Fase finale
| Squadra      | P | V | P | PF  | PS  | Differenza |
| ------------ | - | - | - | --- | --- | ---------- |
| 1. Zaire     | 8 | 4 | 0 | 381 | 231 | +150       |
| 2. Mozambico | 7 | 3 | 1 | 297 | 252 | +45        |
| 3. Angola    | 6 | 2 | 2 | 307 | 246 | +61        |
| 4. Camerun   | 5 | 1 | 3 | 294 | 347 | -51        |
| 5. Kenya     | 4 | 0 | 4 | 228 | 431 | -203       |